# 密厳寺 (徳島市)
密厳寺（みつごんじ）は、徳島県徳島市不動本町にある寺院である。宗派は高野山真言宗。本尊は新居不動。山号は降魔山。院号は不動院。四国三十六不動尊霊場十三番札所。
ご詠歌：ありがたや 願いあつめて 楓原に 成就かないし 新居（にい）不動尊

## 歴史
伝承によれば、大宝年間に行基が不動明王の像を刻んでこの地に安置したという。そして、巡錫中の弘法大師が、逆瀬川（鮎喰川の河口近くで枝分かれしている飯尾川の支流）の毎年の洪水で苦しんでいる住民を救おうと七日に渡り秘法護摩供を厳修したところこの川が逆流をし水難を救い、川辺に伽藍を造ったと伝わる。その後、長宗我部元親の中富川（なかとみがわ）の合戦で兵火に罹ったが、蜂須賀至鎮の加護を受け再興をし祈願所として信仰を集め、旧正月28日と旧7月28日の縁日には市が開かれ大いに賑わった。
安永時代（1772年から1781年）落雷に罹災し不動明王は忽然と姿を消す。のち、長原村（現・松茂町）の勘右衛門がこの不動明王を日夜信仰してお守りしていたという。ある夜、その勘右衛門の枕元に不動明王が現われ曰く「長らく当所に留まりこの村を守護してきたが新居村に帰りたい」とのこと、そこで、新居村民と協議のうえ現在地に境内地を構え遷座することになった。その後、参拝者が多く訪れ年二回の祭りは盛大に催されるようになった。現在はその面影はないが、初会式は2月27・28日、夏会式は8月27・28日、両縁日には諸災消除万民豊楽の記念日となる。

## 伽藍
- 鐘楼門
- 本堂：本尊・不動明王
- 大師堂

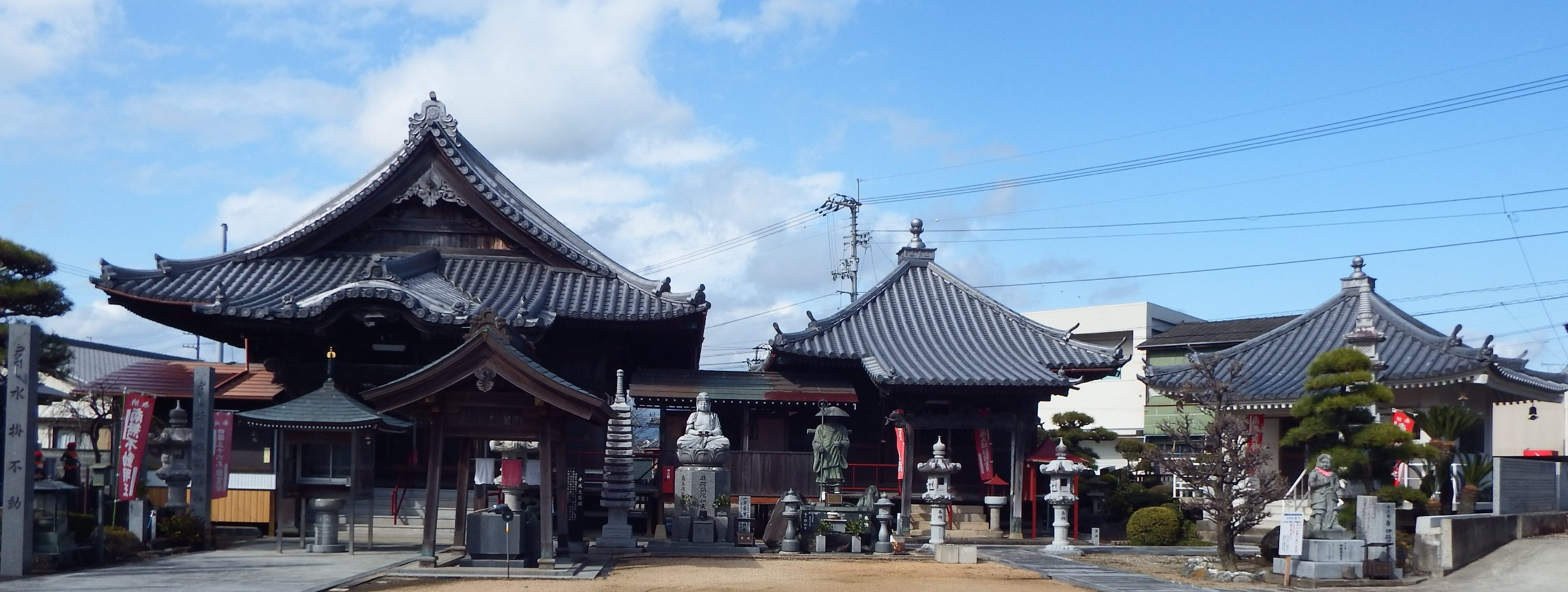
本堂・大師堂・薬師堂

- 薬師堂：廃寺となった真覚寺の本尊・薬師如来で、藍作に精進する庶民に薬師信仰されていたが、明治以降藍作は斜陽となり檀信徒は分散し共同墓地の薬師庵に安置されていたが無住庵となり不動堂内に仮安置され、新薬師堂を建立し平成3年4月17日落慶となる。
- 車不動堂：倶利伽羅不動を祀る。

## 前後の札所
四国三十六不動尊霊場
12 建治寺 --(13km)--  13 密厳寺 --(51km)--14 正光寺

## 交通
- 徳島バス・徳島市営バス・不動橋北下車徒歩約10分。
- JR徳島線蔵本駅より車で約10分、徒歩約30分。